# Fluorid bismutičný
Fluorid bismutičný je anorganická sloučenina s vzorcem BiF5. Je to vysoce reaktivní, bílá pevná látka. Sloučenina je zajímavá pro výzkum, ale zatím nemá praktické využití. Jde o polymerní sloučeninu tvořenou lineárním řetězcem oktaedrů BiF6 spojenými vrcholy.
|                 |                             |
| řetězec (BiF5)∞ | vzájemné uspořádání řetězců |

## Příprava
Lze ho připravit reakci fluoridu bismutitého s fluorem za teploty 500 °C.
BiF3 + F2 → BiF5
Jako fluorační činidlo je možné použít i fluorid chloritý:
BiF3 + ClF3 → BiF5 + ClF

## Reakce
Fluorid bismutičný je velmi reaktivní a má velmi silné fluorační účinky. S vodou reaguje za vzniku ozonu a difluoridu kyslíku, při teplotě 50 °C dokáže fluorovat parafin a při teplotě 150 °C oxiduje fluorid uraničitý na uranový. Při teplotě 180 °C reaguje s bromem nebo chlorem za vzniku interhalogenů BrF3 a ClF.
Reaguje také s alkalickými fluoridy za vzniku hexafluorobismutičnanů M[BiF6], ty obsahuje oktaedrický anion [BiF6]−.